# Jardim tropical

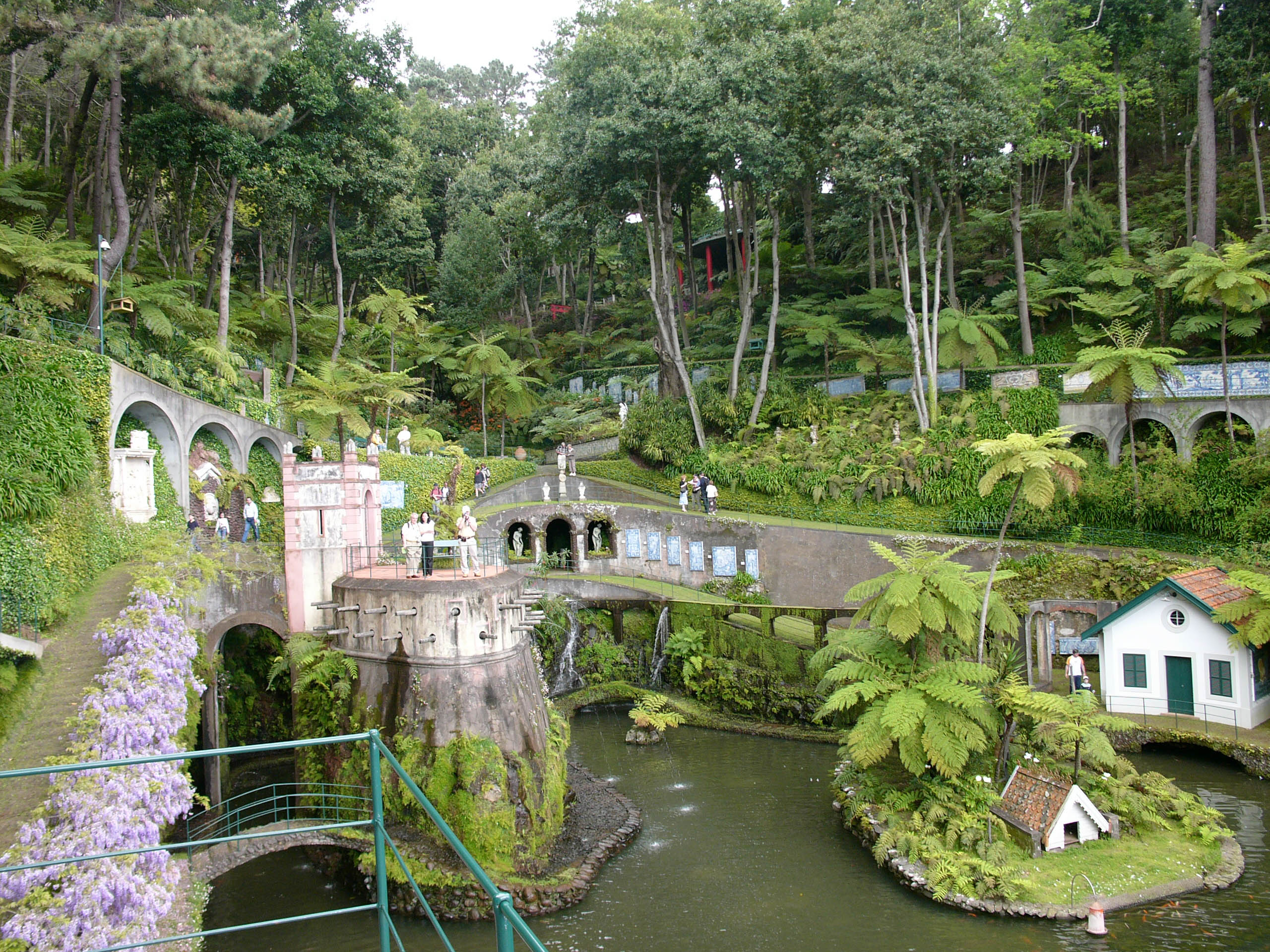
Um jardim tropical na ilha portuguesa de Madeira.

Um jardim tropical reúne plantas tropicais e requer uma boa quantidade de chuvas ou de irrigação, bem como fertilização e mulching.
Atualmente, o jardim tropical não é mais exclusivo de áreas próximas aos trópicos. Muitos jardineiros em locais de clima mais frio adotam as estufas como meio para cultivar suas plantas, fornecendo muita luz e água a elas.
No Brasil, os jardins tropicais mais conhecidos são aqueles criados pelo paisagista Roberto Burle Marx ou inspirados nele.
As plantas normalmente utilizadas neste estilo incluem palmeiras, bromélias, orquídeas, helicônias, pândanos, samambaias, filodendros, dracenas, gengibres, agaves, bananeiras e costelas-de-Adão.
Em tese, um jardim tropical se caracteriza por suas cores vivas e por sua avessidade a podas e simetrias.